# San Miguel, Querétaro Arteaga
San Miguel är en ort i Mexiko.   Den ligger i kommunen Tolimán och delstaten Querétaro Arteaga, i den centrala delen av landet, 180 km nordväst om huvudstaden Mexico City. San Miguel ligger 1 644 meter över havet och antalet invånare är 736.
Terrängen runt San Miguel är huvudsakligen kuperad. San Miguel ligger nere i en dal. Runt San Miguel är det ganska glesbefolkat, med 28 invånare per kvadratkilometer. Närmaste större samhälle är San Pablo Tolimán, 6,6 km öster om San Miguel. Trakten runt San Miguel består i huvudsak av gräsmarker.